# Sven-Olof Petersson (musiker)
Sven-Olof Petersson, född Sven Olof Holger Petersson 30 september 1939 i Göteborg, är en svensk musiker.
Sven-Olof Petersson, eller SOP som han kallades efter sina initialer, var saxofonist i en av Värmlands mest kända jazzorkestrar, Ave Lundells. Med Ave Lundell hade Monica Zetterlund sjungit innan hon for ut i världen och blev berömd. Sven-Olof Petersson blev medlem i Sven-Ingvars 1962 och blev gruppens saxofonist. Han spelade även tvärflöjt, synth och tamburin. Det var Sven-Olof Petersson som skrev manus till långfilmen Under ditt parasoll som blev ett dunderfiasko 1967. Han gjorde också många fina tonsättningar till Sven-Ingvars hyllade Frödingplatta 1971 och blev så småningom till kapellmästare och kamrer för gruppen. Han slutade i Sven-Ingvars 1987 för att ägna sig åt arkitektritningar till Bofors. Senare år har han spelat saxofon i Karlstad Big Band.

### Fotnoter
1. ↑  Patrik Micu, Aino Oxblod (22 mars 2017). ”Artisten Sven-Erik Magnusson har avlidit” (på svenska). Expressen. https://www.expressen.se/noje/artisten-sven-erik-magnusson-har-avlidit/. Läst 6 juli 2019.